# Neutron (draagraket)
Neutron is een in 2021 aangekondigde grotendeels herbruikbare mediumklasse-draagraket van ruimtevaartbedrijf Rocket Lab. Het is na de sondeerraket Ātea en de orbitale lichte klasse Electron hun derde rakettype. Medium klasse wil zeggen dat de maximale nuttige lading naar een lage baan om de Aarde tussen de 2000 en 20.000 kilogram ligt. Bij de Neutron zal dat in herbruikbare modus 8000 kilogram zijn; dat is vergelijkbaar met de Antares en Sojoez. 
Peter Beck, de CEO van Rocket Lab raamde in maart 2021 de ontwikkeling op 200 miljoen dollar en beweerde alle benodigde kennis al in huis te hebben. De financiering van de raket werd bereikt door Rocket Lab middels een Special Purpose Acquisition Company-deal aan de NASDAQ genoteerd te krijgen. Aanvankelijk werd 2024 genoemd als doeljaar voor een eerste lancering, maar in mei 2024 werd duidelijk dat de raket op zijn vroegst in 2025 gereed zal zijn.

## Geschiedenis

### Maart 2021: eerste concept

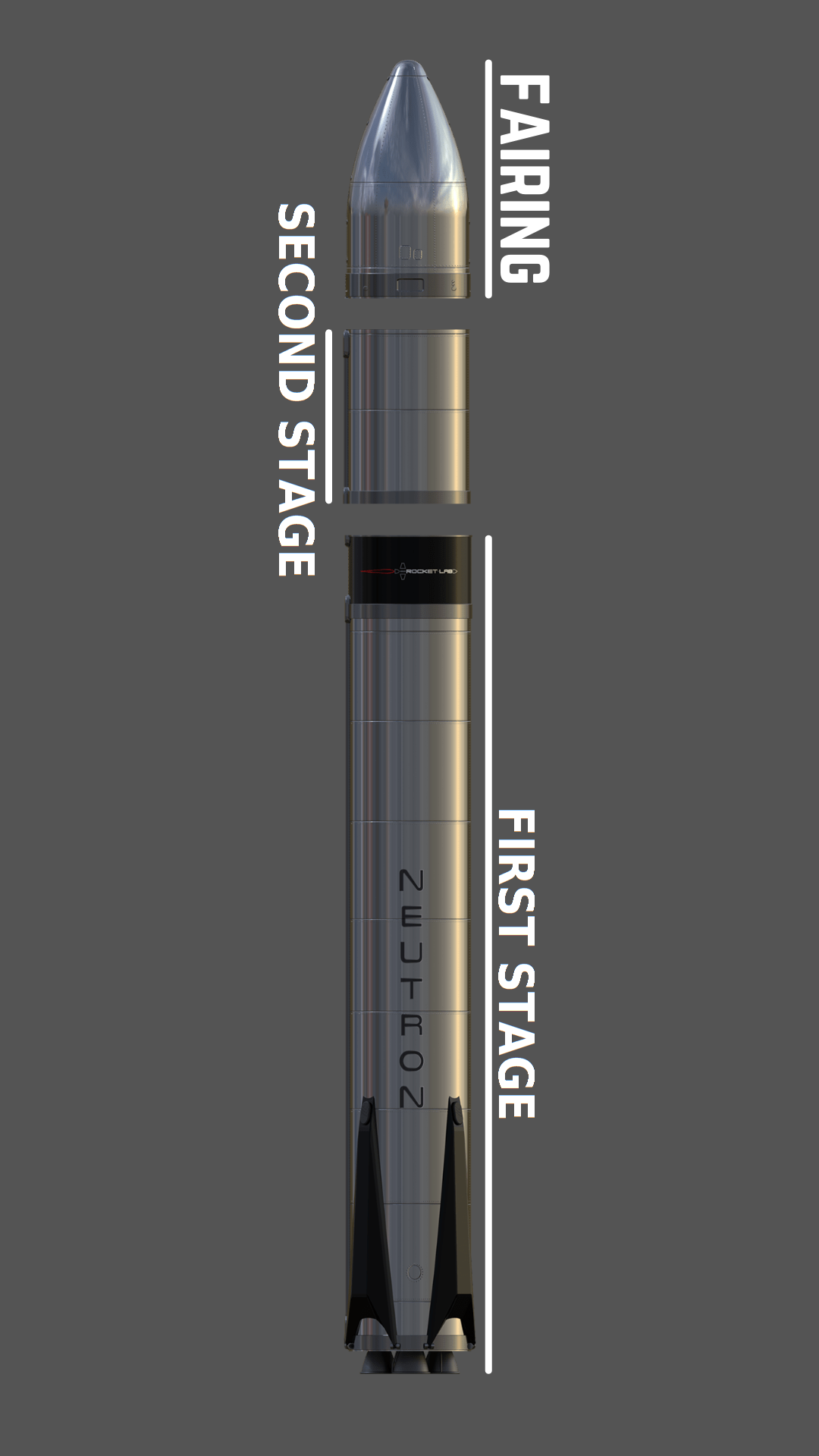
Voorstelling van het eerste conceptontwerp

Op 1 maart 2021 presenteerde Rocket Lab CEO Peter Beck het eerste conceptontwerp van de Neutron in een video waarin hij met uitgestreken gezicht met behulp van een blender (een stuk van) zijn pet opat. Dit deed hij omdat hij altijd had beweerd Electron nooit herbruikbaar te zullen maken en hij nogmaals een belofte ging breken door toch een grote raket te gaan maken.
Dit eerste concept week op de meeste punten behoorlijk af van het latere ontwerp.
Het zou volgens de eerste toen gepresenteerde gegevens een tweetrapsontwerp zijn. De diameter van zowel de trappen als de neuskegel zou 4,5 meter bedragen en de lengte 40 meter. Ze zouden toen volgens Beck anders dan de Electron niet van koolstofvezel worden gemaakt. 
Koolstofvezel is volgens hem niet geschikt voor veelvuldige herbruikbaarheid. 
Als brandstof werd RP1 genoemd met vloeibare zuurstof als oxidator (samen kerolox genoemd). De eerste trap zou herbruikbaar worden en op een zeeplatform landen. Net als bij de Electron is het de bedoeling dat de eerste trap voor binnenkomst van de atmosfeer geen afremmende impuls (entry burn) uitvoert. 
Peter Beck gaf aan dat deze raket ook geschikt zou worden voor bemande lanceringen en bevoorradingsvluchten. Het zou volgens hem onwijs zijn om bij een raketontwerp in deze transportklasse niet vanaf het begin rekening te houden met eventuele bemande vluchten en dan later het ontwerp later te moeten herzien. 
De raket moet in 2024 gereed komen. 
Rocket Lab meldde aanvankelijk niet wat voor motoren ze zullen gebruiken voor de Neutron. Maar op 27 november 2021 werd in een vacature voor een productietechnicus wel melding gemaakt van een raketmotor genaamd Archimedes. 
Lanceringen vinden plaats vanaf LC-2 op de Mid-Atlantic Regional Spaceport in de Amerikaanse staat Virginia. Voor het project is Rocket Lab op zoek naar een locatie voor een raketfabriek in de Verenigde Staten. Beck wil de fabriek het liefst zo dicht mogelijk bij de lanceerbasis bouwen.

### December 2021: hernieuwd en concreter concept
Op 2 december 2021 werd een update-presentatie op YouTube geplaatst.
Het ontwerp was completer en op bijna alle punten aangepast. Het voldoet volgens Beck aan de ontwerpstandaard voor raketten van het jaar 2050. 
Als eerste wordt de raket toch van koolstofvezel gemaakt. Normaliter is dat een tijdrovend arbeidsintensief proces. Anders dan bij de Electron wordt de koolstofvezel romp met een 3D-printer geproduceerd. Eerder was concurrent Relativity Space al begonnen met het 3D-printen van raketten. Zij werken met aluminium. Volgens Peter Beck wordt de snelheid bij het printen met metaal in millimeters per minuut gerekend, terwijl het bij koolstof om meters per minuut gaat. 
De romp wijkt opvallend af van andere hedendaagse raketten. Zo is eerste trap niet cilindrisch van vorm maar toelopend met onderaan de zuurstoftank het breedste punt met een diameter van zeven meter. Deze vorm zou een geschiktere aerodynamica voor binnenkomst in de atmosfeer hebben. De vierdelige neuskegel met een binnendiameter van vijf meter zit met scharnieren vast aan de eerste trap en is te openen en te sluiten. De tweede trap zit samen met de vracht daarin ingesloten. De tweede trap hangt daarbij met zijn vrachtadapter aan de neuskegel. 
Door de neuskegel niet af te werpen, maar samen met de eerste trap te laten terugkeren bespaart Rocket Lab zich de productie van nieuwe neuskegels voor iedere vlucht of de kosten van bergingsoperaties. Het mee terug nemen van de neuskegel suggereert dat de tweede trap pas na het overschrijden van de Kármánlijn zal worden losgelaten. 
De zeven Archimedes-motoren van de eerste trap branden op met methalox (vloeibare methaan en vloeibare zuurstof) en gebruiken een gasgenerator open verbrandingscyclus en zijn ontworpen om gezamenlijk op piekvermogen een stuwkracht van 7.530 kilonewton te kunnen leveren. In de praktijk zullen ze 5.960 kilonewton leveren. Door niet tot het piekvermogen te gaan slijten de motoren minder wat de herbruikbaarheid ten goede komt. Voor motoren van deze grootte is de door Rocket Lab uitgevonden electropomp-verbrandingscyclus niet rendabel. De open cyclus is een van de meest gebruikte principes voor vloeibarebrandstofmotoren en betrekkelijk simpel ten opzichte van andere verbrandingscycli. 
De straalpijpen steken nauwelijks uit de romp zodat ze goed beschermd worden tegen de hete plasmastromen die tijdens de binnenkomst in de atmosfeer ontstaan. Wat blijft uit het oude concept, is dat de raket geen entry-burn uitvoert. Het landingsgestel bestaat nu echter uit vier vaste poten met 500mm-schokdempers. Door geen uitklapbare poten te kiezen wordt de kans op technisch falen verkleind en het ontwerpproces versimpeld. Doordat de raket onderaan breder is hoeven de poten nauwelijks uit te steken. 
Ook het beoogde landingsproces is veranderd; er wordt terug naar land gevlogen in plaats van op een schip te landen. Dit spaart kosten. Met een set stuurvinnen bovenaan de eerste trap moet deze zich door de atmosfeer naar de landingsplaats manoeuvreren. 
Het herbruikbare deel van de raket is ontworpen om na de landing binnen 24 uur van een nieuwe tweede trap en vracht te kunnen worden voorzien en klaar te zijn voor lancering. De tweede trap, het enige deel voorlopig niet herbruikbaar is, wordt met een Archimedes-motor uitgerust. Die is aangepast voor gebruik in het vacuüm van de ruimte en levert 1.110 kilonewton. Voordeel van het feit dat de neuskegel op de eerste trap wordt gemonteerd en de tweede trap daarin hangt is ook dat de tweede trap minder dynamische druk moet weerstaan en daardoor veel lichter kan worden gebouwd. Beck verwacht dat de tweede trap daardoor de lichtste (qua eigen massa) in zijn klasse wordt.
Beck wil dat Neutron in het bijzonder toegespitst zal zijn op het lanceren van satellietnetwerken. Daarnaast is de raket ook geschikt voor alle ander vrachten die men bij een raket in deze klasse mag verwachten.
Er werd overigens niet gespecificeerd of dit nieuwe ontwerp nog geschikt is voor bemande ruimteschepen. 
Wel werd gemeld dat de eerste prototype-tanks reeds waren gefabriceerd en de Archimedes-motoren in 2022 aan hun eerste hot fire tests worden onderworpen. 
Wat betreft de lanceerplaats lijkt Rocket Lab LC-2 op de Mid-Atlantic Regional Spaceport minder logisch door de overstap van kerolox naar methalox, maar er werd bij de update-presentatie geen lanceerplaats gespecificeerd. Op 19 december 2021 vertelde Beck aan NSF dat er met meerdere lanceerbases wordt onderhandeld en alle mogelijkheden worden bestudeerd. De lanceerplaats zal geen toren bevatten en de leidingen voor het vullen van de tweede trap en de bovenste tank van de eerste trap lopen als wat in vakjargon race way wordt genoemd langs de buitenkant van de eerste trap in het verlengde van twee van landingspoten. 
Ook werd in de video het eerder genoemde doeljaar 2024 niet beloofd. Tegen journalist Eric Berger zei Beck daarover dat ze naar 2024 toe werken maar dat hij daarover niet al te veelbelovend wilde overkomen met een onzinnig en onhaalbaar tijdsschema. Voorgaande tien jaar heeft geen enkele nieuwe mediumklasse-raket op het ooit beloofde schema gedebuteerd; een vertraging van drie jaar is niet uitzonderlijk.

### Ontwikkeling en bouw
Op 28 februari 2022 selecteerde Rocket Lab de Mid-Atlantic Regional Spaceport op Wallops Island in Virginia om de Neutron-raketten te produceren. Er zal daar ook een lanceer-controlecentrum komen. Het complex moet 250 banen creëren. De nieuwe fabriek wordt gebouwd op het schiereiland Delmarva vlak bij de dam die naar Wallops leidt. In een eerder plan zou de fabriek op Wallops zelf komen. Rocket Lab heeft al een Lanceercomplex voor Electron op de Mid-Atlantic Regional Spaceport die binnen de hekken van LP-0A ligt. Het lanceercomplex voor Neutron komt even ten zuiden daarvan te liggen.
Beck was van plan om in 2024 een Neutron-raket gereed te krijgen. Doordat de Russische Sojoez sinds de Russische invasie van Oekraïne in 2022 onder Internationale sancties tegen Rusland tijdens de Russisch-Oekraïense oorlog valt gaf Beck aan te proberen de ontwikkeling te versnellen om in 2024 met drie Neutron-raketten het marktaandeel van de Sojoez over te nemen.

### Ontwerp- en ontwikkelingsupdate september 2022
Op 21 september 2022 werd tijdens de Rocket Lab Inverstors Day in het Intrepid Sea, Air & Space Museum onder Spaceshuttle Enterprise een kleine ontwerp-update gegeven. De belangrijkste wijziging is dat de Archimedes-motoren nu gebruik maken van een zuurstofrijke gesloten verbrandingscyclus. De stuwkracht per motor iets is afgenomen maar het aantal hoofdmotoren voor de eerste trap is opgeschroefd van zeven naar negen. De zuurstofrijke gesloten verbrandingscyclus werd tot noch toe door fabrikanten gebruikt voor motoren met een hoog stuwkrachtrendement en brengt dan extreme temperaturen als moeilijkheidsgraad met zich mee. Maar, doordat Rocket Lab niet voor dat hoge stuwkrachtrendement gaat worden de motoren juist minder heet dan bij een open verbrandingscyclus.
Ook is de neuskegel van vier naar twee delen gereduceerd. De totale lengte nam toe tot 42,8 meter. De vaste landingspoten werden vervangen door achterwaarts uitschuifbare poten wat de aerodynamica ten goede komt. 
De nuttige lading is vijftien ton zonder boosterlanding. Met boosterlanding op een schip neemt dat af tot dertien ton en met een boosterlanding op land wordt dit acht ton. De Archimedes-motoren zullen in testinstallatie A3 van NASA’s Stennis Space Center in Mississippi worden getest. Deze installatie was origineel gebouwd om de geannuleerde Rocketdyne J-2X van het Constellationprogramma in te testen. Ook gaf Rocket Lab aan het ontwikkelen van een bemanningscapsule te onderzoeken maar dit moest volgens Beck "zeker niet als een aankondiging van een aankondiging worden gezien".
Bij de lanceerplaats komt een aanlegplaats voor het drijvende landingsplatform.  Een verrijdbare integratiehangar dient tevens als hijskraan om de raket van het landingsplatform naar het lanceerplatform te verplaatsen.
Begin november 2022 was de bouw van de rakettenfabriek in Virginia al bezig. Ook werd die maand begonnen met de aanpassing van de Stennis A3-testinstallatie.
In juli 2023 bleek uit een ontwerpupdate dat Rocket Lab de eerder voorgestelde vaste landingspoten had vervangen door uitklapbare poten die doen denken aan het landingsgestel van de Falcon 9 maar kleiner zijn.
In oktober en november 2023 onderwierp Rocketlab twee prototypes van de brandstoftank van de tweede trap aan druktests tot het punt van destructie; ver voorbij de minimum eisen. De tweede test gebeurde bij cryogene temperaturen.
Een ding dat Rocket Lab anders doet dan andere lanceerbedrijven is dat het in de ontwikkelingsfase nog geen lanceercontracten voor Neutron afsluit. Volgens Beck zijn lanceercontracten voor een ongeteste raket waardeloos. De meeste concurrenten die dit soort contracten wel ondertekenden zagen uiteindelijk veel van die contracten vervallen door vertraging bij de oplevering van de raket.
Op 7 mei 2024 werden de eerste foto van een complete Archimedes-motor gepubliceerd. Een paar van die foto’s toonde de eerste motor in de testopstelling op het Stennis Space Center in Mississippi.
Op 14 november 2024 kondigde Rocket Lab aan dat het een eerste klant had voor Neutron, en dat een eerste lancering gepland is voor midden 2025.
Op 27 november 2024 werd het lanceerplatform van LC-3 op de Mid-Atlantic Regional Spaceport in elkaar gezet.
Op 28 februari 2025 bevestigde Rocket Lab op schema te zijn voor een eerste lancering in 2025, nadat er geruchten waren dat de lancering ten vroegste in 2027 zou plaats vinden.
Op 8 mei 2025 sloot Rocket Lab een contract met Air Force Researcher Lab om Neutron te testen voor aarde-naar-aarde-transportvluchten.

## Concurrentie
Anders dan met de Electron die de eerste jaren een bijna een monopolie in de lichte lanceermarkt had, stapt Rocket Lab met deze raket in een markt met hevige concurrentie. SpaceX, United Launch Alliance, Arianespace, de ISRO en de Sojoez bedienen deze markt reeds. Ook Blue Origin en Relativity Space komen met raketten voor deze markt. Rocket Lab denkt de prijs van een lancering lager te kunnen leggen dan de concurrentie. De keuze voor een mediumklasse draagraket tot 8000 kilogram is opvallend omdat er voor de vergelijkbare Antares en de Delta II in het voorgaande decennium nauwelijks een markt bestond.
Deze raket mikt zoals eerder genoemd op een vrachtcapaciteit vergelijkbaar met die van de Sojoez en de Antares. Die laatste heeft overigens nog nooit een commerciële vracht gelanceerd. Ook SpaceX' Falcon 9, hoewel die in herbruikbare modus ruim twee maal zoveel massa aan vracht kan vervoeren, wordt vanwege zijn relatief lage prijs veel voor dat formaat vrachten ingezet. De Ariane 6.2 en de Vulcan die in 2022 debuteerden zijn daarvoor geschikt, maar wel duurder dan de Falcon 9 en bovendien (voorlopig) niet herbruikbaar. De toekomstige Terran R van Relativity Space zal qua capaciteit de Falcon 9 benaderen maar wordt volledig herbruikbaar. 
Elon Musk, directeur van SpaceX denkt in de toekomst met zijn super heavy-klasse, volledig herbruikbare Starship zo goedkoop te kunnen lanceren dat het kan concurreren met de veel kleinere medium-klasse-raketten. Van Blue Origins heavy-klasse-raket New Glenn is nog niet duidelijk wat de lanceerprijzen gaan zijn.

## Trivia
- In november 2021 zei Peter Beck dat ieder bedrijf dat op dat moment een raket ontwikkelde en niet aan herbruikbaarheid ervan werkt aan een dood paard trekt.[17]